# Censure sous le régime de Vichy
La censure sous le régime de Vichy en France, frappe la plupart des médias entre juin 1940 et août 1944, du fait tant des autorités d’occupation que du régime de Vichy : très organisée, elle affecte l'ensemble des supports, touchant tous les domaines de la production culturelle et réprimant sévèrement les infractions aux délits de presse ou d’opinion.

## La presse
Dès avant la déclaration de guerre du 1er septembre 1939, un contrôle préventif des imprimés était déjà mis en place depuis le 28 août 1939 avec la création du Commissariat général à l'information dirigé par trois civils, Jean Giraudoux, Ludovic-Oscar Frossard et Jean Prouvost. Il va évoluer et sa direction opérationnelle sera confiée aux militaires du Deuxième bureau. En mars 1940, le nouveau Président du Conseil, Paul Reynaud, crée un ministère de l'Information à la tête duquel il place Ludovic-Oscar Frossard, Jean Giraudoux devenant président d'un « Conseil supérieur de l'information ». 
Après l'invasion puis l'armistice du 22 juin 1940, les Allemands adoptent le 18 décembre 1942 une ordonnance qui installe une censure très sévère. La confection et la distribution de tracts sont punies des travaux forcés, de l’emprisonnement ou de mort.
En zone sud, le régime de Vichy interdit toute publication et diffusion de tracts clandestins par la loi du 3 septembre 1940. La presse autorisée à l’interdiction d'employer la formule « le gouvernement de Vichy » car il n'y a selon lui qu'un seul gouvernement, « le gouvernement français ». Les quotidiens parisiens repliés en zone sud sont touchés par les pénuries de papier, qui entraînent une baisse de la pagination et de la diffusion. La presse est globalement rationnée : de 315 millions de tonnes de matières premières consommées en 1938, on passe à 138 millions en 1940, pour tomber à 65 millions, soit cinq fois moins, en 1943. Les subventions des autorités allemandes ou de Vichy équilibrent les comptes d'exploitation en échange d'un encadrement très ferme de la presse.
En zone nord, sous contrôle allemand, l'ordonnance du 18 octobre 1940 impose aux personnes souhaitant fonder un journal de fournir des preuves de leur "aryanité" depuis au moins trois générations. Puis c'est l'ordonnance du 10 janvier 1943, qui dispose qu'est « défendue toute publication qui nuit au prestige du Reich allemand, qui est préjudiciable à l'ordre et au calme dans les territoires occupés ou qui met en danger les troupes d'occupation ». Les autorités françaises collaborent dès la rencontre de Montoire :  l’arrêté du Préfet de Police du 24 octobre 1940 édicte que la découverte de tracts clandestins sur le territoire d'une commune du département de la Seine entraînera l'internement administratif de communistes notoirement connus.
La censure oblige de nombreux journaux à choisir ouvertement la collaboration, et à écrire ainsi une page noire de l'Histoire de la presse écrite. Le contrôle passe par la censure quotidienne, les fermetures de journaux et la répartition du peu de papier disponible au travers du Comité d'organisation des industries, arts et commerces du livre (COIACL).  39 publications parisiennes se replient en Zone Sud en 1940, notamment : L'Action Française, Le Petit Journal, Le Temps, Le Figaro, La Croix, Gringoire. Après novembre 1942, un certain nombre de journaux se sabordent : le Temps, Le Figaro, Le Progrès. Ceux qui persistent à publier après l’invasion de la zone sud seront considérés comme compromis et interdits à la Libération.  
Le Journal clandestin de Pierre Limagne, journaliste à La Croix, qui relève scrupuleusement les consignes de la censure, met en évidence que celles-ci se partagent à peu près également entre interdiction et obligations. Censure et propagande s’entremêlent : les informations obligatoires « préfabriquées », en moyenne quatre ou cinq par jour, sont extrêmement détaillées : le nombre de colonnes ou demi-colonnes, la place du titre et la dimension de ses caractères sont imposés. Dès le début du régime, la note du 22 novembre 1940 oblige à publier quotidiennement un article à la louange de la collaboration. En sens inverse, les interdictions sont « aussi diverses que souvent saugrenues ». Elles s’appliquent à toutes les publications même non généralistes, comme les « semaines religieuses » distribuées par les évêchés, qui peuvent encore au début de l’occupation présenter le nazisme comme anti-chrétien, mais doivent ensuite rapidement évoquer ces sujets à demi-mot,. 
Avec l’évolution sur le front, le décalage des nouvelles imposées avec la réalité devient de plus en plus flagrant. Le 15 août 1944, jour où la police se mettra en grève (4 jours avant l’insurrection parisienne, 9 jours avant l’entrée de la division blindée du général Leclerc), Paris-Midi publie ainsi les informations de « 10h30 :  Il apparaîtra bientôt que les Anglo-américains qui ont fait annoncer par leur service de propagande qu’ils étaient au seuil de la victoire sur le front de l’Ouest se sont lourdement trompés ».
La masse et la variété de la presse clandestine sont une originalité de la Résistance française. Les journaux ont tiré à près de 100 millions d'exemplaires pendant les 4 années d'occupation (1200 titres environ), sans compter les centaines de millions de tracts, les brochures, les affichettes, les papillons. Ainsi, Combat tirera certains numéros jusqu’à 300 000 exemplaires.
Les journalistes et diffuseurs des journaux clandestins arrivant à être publiés et distribués sous le manteau risquaient leur vie. Sur 1200 travailleurs du livre résistants, 400 ont été tués — abattus, décapités, déportés, fusillés. Ainsi Boris Vildé, André Burgard ont été pourchassés dès le début de l’occupation, arrêtés puis exécutés.
Les ordonnances de 1944 sur la presse du 26 août et 30 septembre, répriment certains titres de presse pour fait de collaboration.

## L'édition de livres
Après la défaite et avec l’arrivée de l’occupant en juin 1940 dans la capitale, deux maisons d’édition sont immédiatement fermées à cause de leurs publications expressément anti-nazies de la période d’avant-guerre : les Éditions Denoël et les Éditions Sorlot. Un bureau de la censure est créé sous la direction de la PropagandaAbteilung, qui devait notamment s’occuper de l’édition, le « Gruppe Schrifttum ». Il établit une liste de 143 textes non désirables et un peu plus de 20 000 livres sont confisqués au cours d'un raid opéré par des soldats allemands dans les librairies de Paris le 27 août 1940.
Un nouveau raid, de plus grande ampleur, est lancé le 23 septembre 1940 : 70 éditeurs sont visités, 713 382 livres saisis, 11 maisons d’édition fermées. Certains éditeurs, menés par Bernard Grasset, se déclarent prêts à négocier afin de permettre une reprise au minimum de l’activité éditoriale. Une convention d’auto-censure est signée par le président du syndicat des éditeurs et du Cercle de la Librairie, René Philippon : ils sont dès lors libres de publier, à condition de censurer eux-mêmes tout ce qui est susceptible de nuire aux intérêts allemands. Jusqu’en avril 1942, cette convention permet de poursuivre l'édition d'une partie des livres, les autorités allemandes en profitant pour déclarer que c’était les éditeurs eux-mêmes qui avaient « assaini » leur littérature[Où ?].
Les Allemands créent parallèlement un « comité d'organisation des industries, des arts et du commerce du livre », le 3 mai 1941. Certaines maisons d'édition, comme Larousse, parviennent à résister aux difficultés et même à étendre leur importance. Entre 1942 et 1945, Larousse opte pour une stratégie de rachat d'autres sociétés en France et met en place un véritable réseau.
Gaston Gallimard est fustigé par la presse collaborationniste car sa maison d’édition a le plus de titres dans la liste de 1 060 livres interdits par l'ambassadeur allemand à Paris, Otto Abetz (via les « listes Otto »). La presse accuse Gallimard et la Nouvelle Revue française (NRF), dirigée par Jean Paulhan, d’avoir contribué à la « décadence » et à l’« enjuivement » de la littérature française. Entre autres, Calmann-Lévy et Ferenczi sont « aryanisées » et rebaptisées «  Éditions Balzac » et « Éditions du Livre moderne », tandis que les Éditions Denoël deviennent les « Nouvelles Éditions françaises ». L’activité clandestine est très réduite, à l'exception des Éditions de Minuit aux tirages et aux paginations très restreints : leur plus fort tirage a été Lune noire, de John Steinbeck. Le 14 septembre 1944, une « Commission d’épuration de l’édition » est créée, composée de Jean Fayard, Francisque Gay, Robert Meunier du Houssoy, Étienne Repessé, Jean-Paul Sartre, Pierre Seghers et Vercors, sous la présidence de Raymond Durand-Auzias, qui s'autodissoudra le 20 janvier 1945. En février suivant, une nouvelle instance est fondée, la « Commission consultative d’épuration de l’édition », qui comprend les mêmes membres, mais offcialise le départ de Sartre, et viennent s'ajouter Henry Malherbe, Jean Martin, M. Damarez, René Riff, Frédéric Weil et M. Dufour. Cette commission répond à la Commission nationale interprofessionnelle d’épuration, chargée elle, de prononcer les sanctions qui tombent entre mai 1945 et février 1949, et viennent frapper les éditeurs Fernand Sorlot, Lucien Coquet, Pierre Leroyer (Éditions littéraires et artistiques), Gilbert Baudinière, Léon Delbos (gérant de l’Office français du livre pendant l’Occupation), Jean de La Hire et André Bertrand (gérants des éditions Ferenczi aryanisées), Justin Peyronnet, Raoul Monmarson (Société d'Éditions extérieures et coloniales), Charles et Armand Flammarion, Bernard Grasset, Horace de Carbuccia et Ferri-Pisani (Éditions de France) ; par ailleurs, Jean Paulhan est chargé de liquider La Nouvelle Revue française.

## La radio
Deux radios sont autorisées : Radio Paris et la Radiodiffusion nationale (Radio Vichy). L'article 14 de la convention d'armistice prévoit la cessation immédiate de toutes les émissions et impose une règlementation spéciale à la reprise en zone non occupée.
Les cinq postes émetteurs de Radio Paris sont mis à la disposition de l'occupant par Vichy, bien que leur  personnel soit français et rémunéré par le gouvernement. Ce sont les émetteurs les plus puissants et la radio se fait entendre aussi au nord de la zone non occupée,. Les autorités militaires interdisent immédiatement l'écoute des stations étrangères de radio ainsi que la diffusion délibérée des nouvelles des stations étrangères.
Radio Vichy, organe officiel de l’État français, dispose de moyens techniques inférieurs. En octobre 1940, un accord avec les Allemands lui permet de diffuser deux communiqués par jour sur Radio Paris.
Les deux stations sont avant tout des moyens de propagande diffusant les mêmes thèmes que la presse écrite, mais diffuse celle-ci soit directement soit plus subtilement dans certaines émissions « grand public ». Elles tentent d'attirer à elles les plus grands noms de la culture française, à l'avantage de Radio-Paris. Mais après 1941, la radicalisation politique et idéologique le dispute au souci de l'audience. 
A Vichy, la censure et la propagande se mêlent intimement, en s'appuyant sur les articles de la presse écrite qui reçoit elle-même des consignes d'informations obligatoires. La propagande fut orientée selon quatre axes majeurs :
1. l'exaltation de la personne hors du commun du Maréchal ;
2. la présentation du grand projet de la Révolution Nationale ;
3. l'accent mis sur les résultats bénéfiques de la collaboration d'État ;
4. la défense de la légitimité du régime, menacé par le bolchevisme et ses hommes de paille, au premier rang desquels de Gaulle[19].

A partir du printemps 42, Radio-Vichy s'aligne de façon croissante sur Radio-Paris et après 1943, la propagande prend, à  Paris comme à Vichy, un ton extrêmement violent. Jean Hérold-Paquis, dans une émission intitulée « Avertissement sans frais » sur Radio Paris signalait aux auditeurs et, par conséquent, aux Allemands, l'activité de certains patriotes. Philippe Henriot, secrétaire d'État à l'Information à Vichy, y parle  chaque jour avec une grande éloquence et se lance dans une guerre des ondes avec Pierre Dac de la BBC.

Il n'y a pas d'émetteurs clandestins de la Résistance car ce sont des installations trop lourdes à mettre en place et trop facilement repérables. Les Français de toute catégorie écoutent la BBC en plusieurs langues, au micro de laquelle Pierre Dac chante la ritournelle de Jean Oberlé « Radio Paris ment, Radio Paris ment, Radio Paris est allemand » sur l'air de la Cucaracha. Au début de l'année 1942, dans sa Chronique de Vichy, Maurice Martin du Gard (petit-cousin du romancier Roger) note que les Français ne peuvent plus se passer des informations de la BBC : « C'est devenu une habitude, simple curiosité ou besoin quasi physique : on prend Londres après dîner, Les Français parlent aux Français qu'un savant brouillage révèle. On peut mettre sa montre à l'heure en entendant ce bruit dans les couloirs de l'hôtel ». Selon les auteurs Jean-Paul et Michèle Countet,
« C’est moins le rejet d'une propagande terne et traditionnelle que la lassitude engendrée par les hommes de Vichy épris de mélancolie et d'autoflagellation, qui pousse les Français à se mettre à l'écoute de Londres (...) Par ailleurs la qualité des informations anglaises contribue au succès grandissant : les Britanniques réalisent eux-mêmes les dix minutes d'informations quotidiennes lues par les speakers français et ils ne dissimulent ni leurs échecs militaires ni leurs difficultés - connues sur le continent grâce à la propagande nazie, ce qui rend plus crédible l'annonce des succès ».

## Galerie

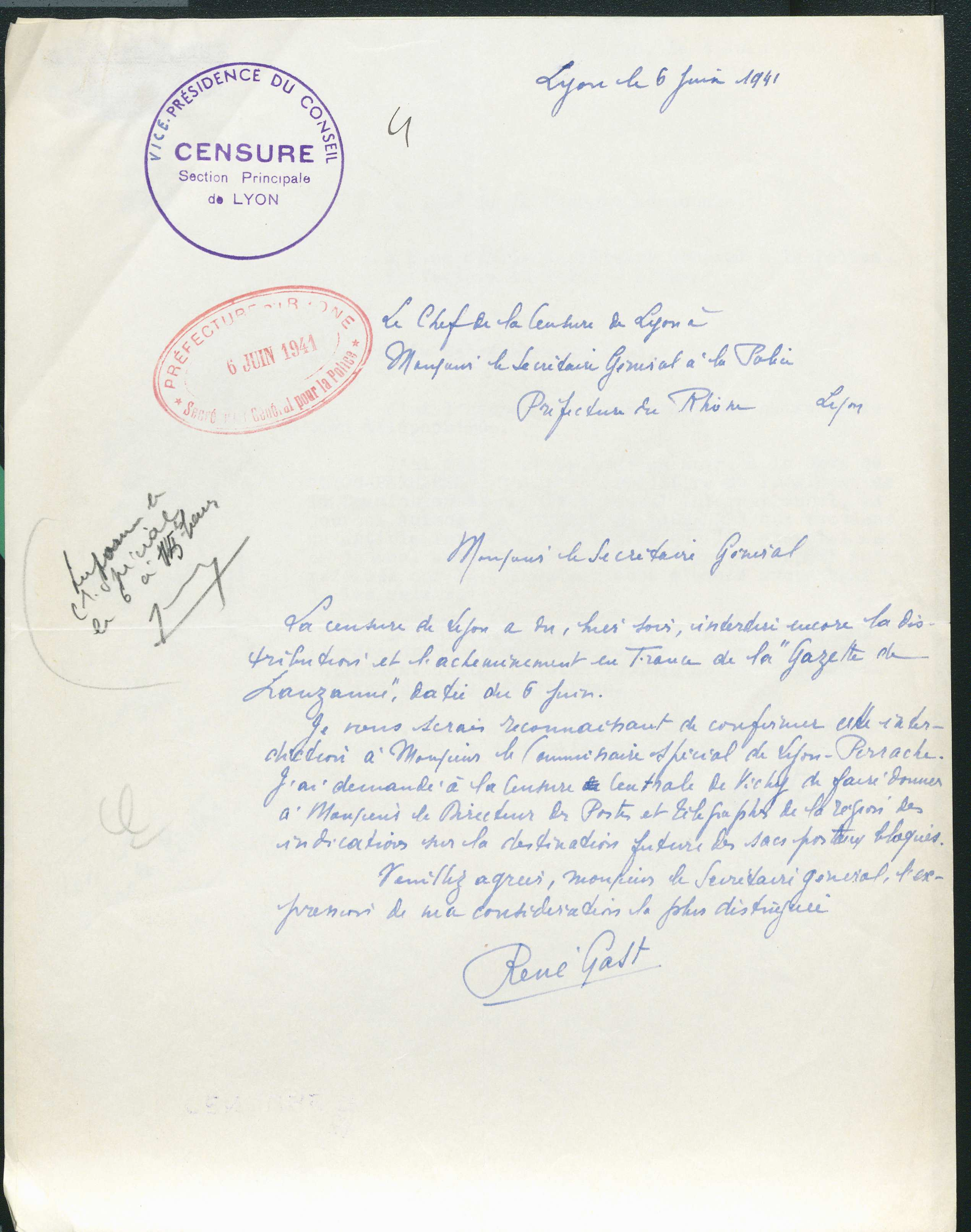
Courrier du chef de la censure à Lyon au secrétaire général de la police de Lyon pour l'interception du journal La Gazette de Lausanne page 1
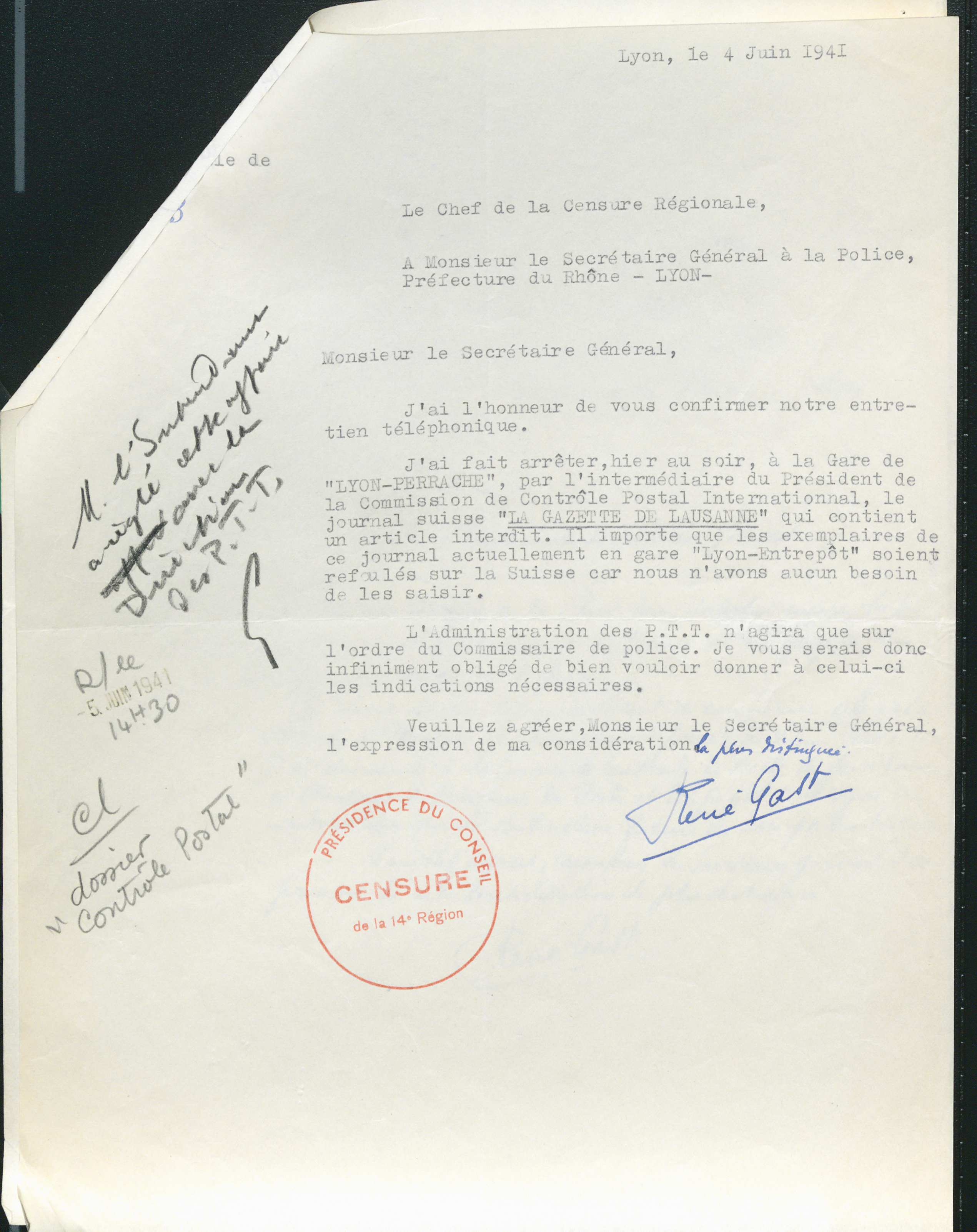
Courrier du chef de la censure à Lyon au secrétaire général de la police de Lyon pour l'interception du journal La Gazette de Lausanne page 2